# Merindad
Merindad era una divisió geogràfico-administrativa que es van donar a la fi del segle xii al regne de Castella i al regne de Navarra, que per aquesta època incloïa tots els territoris càntabres, conservant els seus topònims i la seva identitat. El merino era el representant del rei en aquesta merindad. En l'actualitat en la Comunitat Foral de Navarra se segueix mantenint la merindad com a divisió històrica, però administrativament van ser substituïda pels partits judicials.
A Biscaia s'ha convertit en mancomunitats comarcals en les quals es manté el record del seu passat com a merindad, un exemple d'això és el Duranguesat. Al nord de Burgos, una vintena de municipis formen, en l'actualitat, la comarca de Las Merindades. Algun dels seus municipis manté aquest nom: Merindad de Valdivielso, Merindad de Sotoscueva, Merindad de Valdeporres, Merindad de Montija i Merindad de Costa-Urria. La més important fora de Navarra, que en l'actualitat es coneix amb aquest nom, però que no representa una veritable divisió administrativa actual, encara que si ho fou en el passat, és la Merindad de Campoo (Capitals: Reinosa i Aguilar de Campoo), que agrupa comarques i caps de partit de les províncies de Palència, Burgos i Cantàbria, i que és coneguda per concentrar grans tresors de l'Art Romànic de Castella i Lleó i de Cantàbria. La funció de les merindades era la de ser un òrgan administratiu intermedi entre el poder central i les viles i senyories.